# 罌籠葬
《罌籠葬》是台灣作家久遠所著之輕小說作品。獲得第一屆台灣角川輕小說暨插畫大賞金賞，在2009年6月出版後的兩個月內迅速加印再版。插畫由獲得同賽插畫銅賞之Izumi負責。於2010年3月21日舉辦之第二屆台灣角川輕小說暨插畫大賞頒獎典禮上公佈將由日本角川書店旗下Beans文庫發行日文版與中文版三刷的消息。於2010年10月出版簡體中文版，日文版則拆分為上下兩冊於2011年1月1日出版。日文版標題是《華葬傳》。其後，台灣角川於2011年2月11日推出新裝版。有普通話版有聲外傳發售，約100港元。

## 故事簡介
諸神歸天，唯留珠罌一神。珠罌創世，生死有命，流轉不息。
四百年前人們為了想從生死輪迴中逃出，殺死了制定輪迴的珠罌神，停止了輪迴，卻沒有逃出死的命運，死後無所依歸的幽魂，反而成為生者的惡夢。
珠罌神死前下咒，預言了自己的回歸。因為畏懼珠罌神復活的報復，人們創建了「籠庭」，由五位「義人」後裔鎮守，為了保護最後的「羔戮」。
四百年過去，五義人一系塚家叛變之後，塚幽冥在關注與懷疑之中遞補了義人之位……

## 登場人物

### 羔戮與五義人
茨繭（配音員：林冠妤）
最後的一位羔戮，因箱玉之術而不老不死，現年416歲。箱玉封印毀破後，塚幽冥被發現是珠罌神，焉火便試圖揮劍殺她，不料茨繭衝至她面前擋下而亡。
塚幽冥（配音員：林美秀）
本書主角，塚家庶子，現任五義人之受義人，法寶為檀鈴，現年16歲。因塚家叛亂而受重傷，沒有亂前的記憶。帶茨繭逃離籠庭途中，黔潤道破塚之亂時，他刺殺塚幽冥，連同存有珠罌神魂魄的雞鳴珠一併刺穿，以穿透兩者的劍為媒介，輔以奈河的引路水燈，成了借屍還魂，真正的塚幽冥魂魄早已化為謫仙。最後在箱玉封印毀破後甦醒為珠罌神。
曹畔（配音員：張乃文）
現任五義人之識義人，法寶為檀環，現年13歲。在謫仙首次讓十殿毫無察覺地侵入時，被確認死去。推測是因想試試看珠罌牢毀壞後，是否真的會如眾所述般萬劫不復，因而服下帝女草毒發身亡，故意讓箱生縫隙。
法寶可以使用能力「串坤術」將人或物傳送到其他地方。
雖然年齡最小可因為現任五義人中任職第二久者、且最強的東方睛經常外出鎮殺謫仙，故為五義人中的最主要決策者。
東方睛（配音員：劉小芸）
現任五義人之行義人，法寶為檀墨，現年19歲。結界遭破後，因不知藏檀墨的三套褂袖讓曹畔事前掉包，戰鬥中準備使用檀墨時，驚覺無法使出，被謫仙以扇骨插頸致死。
五義人中資歷最深，戰鬥實力最強者。
鍾拂梢（配音員：穆宣名）
現任五義人之色義人，法寶為檀扇，現年15歲。由於曹畔的九連環在鍾拂梢房內被發現，加上先前喜歡反珠塚臥季，因此被懷疑是殺害曹畔的兇手而被關入阿鼻塔。因為之前在全體出庭，追捕能在白晝活動的謫仙時，她的右手腕筋為抵擋攻勢而斷；所以在離魂香燃盡時，為了躲避塔內的謫仙而冒險爬出窗外。然而被認為是畏罪潛逃，讓烏樨臣一箭穿胸斷氣。
烏樨臣（配音員：王辰驊）
現任五義人之想義人，法寶為檀弓，現年17歲。與曹畔感情甚篤。曹畔死後，一直抱著曹畔的屍體至入棺。在塚幽冥帶茨繭逃離籠庭途中攔阻，質問猛扯塚幽冥時，因曹畔劇毒屍身而毒發身亡。
塚臥季
前任五義人受義人，因懼死而背叛籠庭，引發塚之亂，戰敗而亡。
塚家嫡子，亦是塚幽冥同父異母的哥哥。

### 籠庭十殿
黔潤（配音員：詹君陽）
無常殿判官，實際上為珠罌神座下的孟婆，武器為雙鋒劍。
黑髮黑眼，有著一頭終年長短不齊雜亂無章的短髮因吞下珠罌神的血肉而導致不斷咳嗽。
圍雲
喜綬殿判官，同時也負責照顧羔戮的主要生活起居所需。
焉火
地殿判官。
則先生
功轉殿判官。
與東方睛同出東方家，為人最為嚴苛。
黃翁
祥憩殿判官
玄荷
南柯殿判官

## 用語
- 珠罌神、血榭五鬼門、五瘟官

當其餘諸神皆離開之後，唯有留下主神珠罌神創立世常規則，並有其屬神名五瘟官。其故居則名為血榭。
血榭設有五鬼門，由五瘟官鎮守，牢不可破。
- 珠罌牢、輪罌粟、謫仙

人有魂魄，身死之後魂魄會進入輪罌粟等待轉生。此法由地上唯一主神珠罌神所創，無所更改與轉圜之地，如牢籠一般，故世稱珠罌牢。
珠罌神死後，人仍然會死亡，魂魄卻無法轉生而遺留下來，徘徊於世。在非生與非死之間成為謫仙追殺持有生與死的生者。
- 血池奈河

原有輪迴中，人死後魂魄將經由奈河而上進入血池之中等待轉生。
奈河共有六道主要支流，皆匯流於血池。
- 雞鳴珠、亙玉

若有人於大限之前意外而死，由於尚不能進入輪迴，故暫時儲於雞鳴珠之中。
珠罌神死後輪迴停止，雞鳴珠亦無法再製，僅能以仿造雞鳴珠之亙玉將死者魂魄永久封印於內。
- 羔戮、籠庭十殿、五義人、判官

珠罌神死前下咒，令沾己血者為羔戮，並預言當所有羔戮死盡之時自己將會回來。所有羔戮除最後一人以外盡被謫仙所殺，由於害怕珠罌神的報復，人們將原來的血榭修復為籠庭作為防禦基地，設置十殿為管理機構，並招集原五瘟官之後為五義人鎮守籠庭。
- 判官、獄卒

十殿的負責人稱為判官，職員稱為獄卒。與一般理解的監獄法官跟獄卒意義有所差異。
- 五蘊、箱玉之術

由於羔戮原並非不老不死，為了使其延命遂設置箱玉之術，將羔戮的五蘊分於五義家系，代其生死。
| 五蘊 | 家系 | 特質     | 現任   | 法寶 |
| ---- | ---- | -------- | ------ | ---- |
| 色   | 鐘   | 率性戀世 | 鐘拂梢 | 檀扇 |
| 受   | 塚   | 纖細敏感 | 塚幽冥 | 檀鈴 |
| 想   | 烏   | 孤高     | 烏樨臣 | 檀弓 |
| 行   | 東方 | 使命     | 東方睛 | 檀墨 |
| 識   | 曹   | 世故睿智 | 曹畔   | 檀環 |
- 罪弒、反珠

在作品歷史中，弒神一事被後世稱為罪弒。
雖然設置了箱玉之術保護羔戮防止珠罌神復活，但也有一些人認為應該殺死羔戮令輪迴之法回歸，或是希望接受懲治，這些人被十殿稱為反珠。
- 孟婆、陰司

孟婆，職稱，負責管理珠罌神的生活起居及給予意見，並非屬神之一。
陰司同樣亦是職稱，與十殿獄卒類似的職等。
籠庭地理
| 區域         | 名稱     | 用途                         | 備註             |
| ------------ | -------- | ---------------------------- | ---------------- |
| 內籠中央     | 中廂臺   | 羔戮的居住區                 |                  |
| 內籠第二內環 | 居殿     | 五義人的居住區               |                  |
| 內籠裏環     | 功轉殿   | 五義人遴選及汰換事宜         | 判官—東方則      |
| 內籠裏環     | 陰陽殿   | 製作亙玉，五義人法寶衣裝維護 |                  |
| 內籠裏環     | 歸天殿   | 維持令死者魂魄進入亙玉       |                  |
| 內籠裏環     | 地殿入口 | 通往地殿的路口               |                  |
| 內籠裏環     | 無常殿   | 協助五義人獵殺謫仙           | 判官—黔潤        |
| 內籠外環     | 喜綬殿   | 掌管生活起居，軟硬體設備等   | 判官—圍雲        |
| 內籠外環     | 籤寶殿   | 管理財政                     |                  |
| 內籠外環     | 御選殿   | 五義人以外的人事工作         |                  |
| 內籠外環     | 祥憩殿   | 醫務相關事務                 | 判官—黃翁        |
| 內籠外環     | 南柯殿   | 圖書館、國史館兼博物館       | 判官—玄荷        |
| 內籠地下     | 地殿     | 亙玉儲藏及管理               | 判官—焉火        |
| 外部         | 阿鼻塔   | 關押人犯、埋藏死去羔戮之塔   | 不受箱玉之術保護 |

## 小說

日版上卷封面

| 中文版標題       | ISBN（台/港）      | 初版發行      | ISBN（陸）             | 初版發行      | 封面人物       |
| ---------------- | ------------------ | ------------- | ---------------------- | ------------- | -------------- |
| 罌籠葬           | ISBN 9789862371381 | 2009年6月13日 | ISBN 978-7-5356-3918-9 | 2010年10月1日 | 塚幽冥         |
| （新裝版）罌籠葬 | ISBN 9789750306099 | 2011年2月11日 | —                      | —             | 珠罌神，塚幽冥 |

| 日文版標題            | ISBN                   | 初版發行     | 封面人物       |
| --------------------- | ---------------------- | ------------ | -------------- |
| ～Flower Requiem～ 上 | ISBN 978-4-04-455029-5 | 2011年1月1日 | 珠罌神，塚幽冥 |
| ～Flower Requiem～ 下 | ISBN 978-4-04-455035-6 | 2011年1月1日 | 塚幽冥，茨繭   |

### 有聲書
| 標題              | ISBN               | 初版發行       |
| ----------------- | ------------------ | -------------- |
| 眠水 罌籠葬聲繪集 | ISBN 9789862873359 | 2011年漫博首發 |

## 備注
1. ↑  . 自由電子報. 2011-08-01  [2013-07-18]. （原始内容存档于2011-07-31）.
2. ↑  收錄日版新插圖，以及彩頁增量完整呈現所有彩圖。

## 外部連結
- （繁體中文） 台灣角川第一屆輕小說暨插畫大賞 （页面存档备份，存于）、第一屆得獎作品 （页面存档备份，存于）